# Suciu de Sus
Suciu de Sus – wieś w Rumunii, w okręgu Marmarosz, w gminie Suciu de Sus. W 2011 roku liczyła 2450 mieszkańców.